# Azulitaia rubicunda
Azulitaia rubicunda is een hooiwagen uit de familie Zalmoxioidae. De wetenschappelijke naam van Azulitaia rubicunda gaat terug op M. A. González-Sponga.